# ソニック ライバルズ2
『ソニック ライバルズ2』（SONIC RIVALS2）は、PlayStation Portable（PSP）用ソフトとしてカナダの制作会社Backbone Entertainmentにより製作されたアクションゲーム。北米では2007年11月13日に、欧州では2007年12月7日に、豪州では2007年12月6日に発売されており、日本での発売は未定。北米では2013年4月13日に、欧州では2013年5月7日に、豪州では2013年5月6日に発売されており、日本での発売は未定。
前作『ソニック ライバルズ』の続編であり、ゲームシステムや雰囲気は前作と非常に良く似ている。
プレイヤーキャラクターが5人から8人に増えている。

## ゲームシステム

### ゲーム上のルール
前作と同様、各ステージを競走してクリアしていくステージクリア型のアクションゲームである。ただし、各ステージのアクトが2つから3つに増えており、アクト2では競走ではなく、箱庭型のステージで特殊なルールで勝負をすることになる（後述）。
ボス戦では前作と同様、プレイヤーVSライバルVSボス、という3つ巴の戦いとなる。

### アクション
前作同様、全てのキャラクターは同じスピードで走ることが出来、ホーミングアタックも全員が使用可能である。
アイテムも存在するが、前作より種類が多い（ファイヤー、アイス、爆弾、イリュージョン、ウィンド、リングマグネット、ライトニング、オイル、接着剤）。ただし、スターはなくなっている。そのかわり、今回はリングを回収するか、ライバルに攻撃することでゲージ（シグネイチャーメーター）がたまっていき、満タンになることで各キャラクターの特殊能力（シグネイチャームーブ）が使用できる。

### アクト2での勝負形式
アクト2では、特殊なルールで戦うことになる。ストーリーモードでは、キャラクター、ステージに応じて勝負形式は自動的に決まる。シングルモードでは好きな勝負形式を選べる。以下の6種類の勝負形式がある。どの勝負形式でも特殊能力の使用は可能だが、リングバトルとラップレース以外は、シグネイチャーメーターがたまる前に勝負がついてしまうことが多い。
ノックアウト
ライバルに対して攻撃し、リングが0の状態の相手にダメージを与えれば勝ち。ポイント制であり、1回勝つごとに1ポイント貰える。先に規定ポイント先制したほうが最終的に勝利することになる。
キャプチャー ザ チャオ
相手の陣地にいるチャオをつれて、自分の陣地に来ればよい。ただし、自分の陣地のチャオを相手が連れている状態では相手のチャオを手に入れたことにならない。チャオを連れている状態の相手に攻撃するとチャオを落とすので、それを回収すればチャオを取り返せる。先に規定匹数手に入れたほうの勝ち。
リングバトル
一定時間、ひたすらリングを回収する。時間切れになったとき、リングを多く持っていたほうの勝ち。相手に攻撃してリングを奪うことも可能である。
キング オブ ザ ヒル
オモチャオが、どこかに移動し、ライトを照らすので、その場所に行くことでポイントがたまる。先に規定ポイント手に入れたほうの勝ち。
タグ
先にダメージを受けたキャラクターが爆弾を取り付けられる。相手に攻撃することで、自分の爆弾を相手に取り付けることが出来る。爆弾の制限時間が0になったほうの負け。なお、爆弾の制限時間は何故か自分と相手で独立している。
ラップレース
短いコースを競走する。先に規定回数周回したほうの勝ち。

### カード
前作では、ステージクリア時にランダムで（ランダムでない場合もあったが）1枚カードが貰えていたが、今作では、特定の条件を満たすことでステージ終了時（負けても構わない）にカードが貰えるようになった。カードによっては、手に入れることでコスチュームチェンジ等の特典がある。前作では3種類のカードの組合せでコスチュームチェンジが出来たが、今回は特定のカードを一枚手に入れるだけでコスチュームチェンジが出来る。ただし、前作のように部位ごとに違うコスチュームをつけることは不可能である。

### 通信
前作同様、PSPのアドホックモードで他のプレイヤーと対戦できる。また、カードのトレードも可能。

## ゲームモード

### ストーリー
今回は、8人のキャラクターが2人ずつコンビを組んで冒険に出る、というストーリーになっている。最初に選んだキャラクター（プレイヤーキャラクター）とコンビを組んでいるキャラクター（パートナーキャラクター）のストーリーはそれほど違いがない（勿論、細かい部分は違う）。
プレイヤーキャラクターとパートナーキャラクターがコンビを組み、全6ステージ（アクトは4つずつ）に挑んでいく。アクト1はプレイヤーを操作してライバルと競走、アクト2はプレイヤーを操作してライバルと特殊バトル、アクト3はパートナーを操作してライバルと競走、ボス戦は、プレイヤーかパートナーのどちらかを選び、ライバルやボスと戦う。ステージによっては、アクト2がない場合もある。

### シングルイベント
8人のキャラクターから操作したいキャラクターを選び、さらにライバルを選ぶ。そして、プレイしたいステージ、アクトを選び、遊ぶことが出来る。

### カップサーキット
操作したいキャラクター、ライバルキャラクターを選ぶ。そして、8種類のカップのうち、いずれかを選ぶ。どのカップも、3つのアクトで勝負することになっており、2戦以上した方が勝ち。ただし、8つのカップは最初はロックされており、8人のキャラクターでストーリーモードをクリアすることで開放されていく。

### フリープレイ
操作したいキャラクターを選び、ステージ、アクトを選ぶ。競走やバトルではなく、ただ単にステージをプレイするだけのモードである。その特性上、選べるのはアクト1・3のみである。このモードのみ、各アクトにチャオが10匹ずつ配置されており、全て回収することでカードが貰える。

## キャラクター
ここでは、本作におけるキャラクターの特徴を記述する。各キャラクターの詳細な設定などは、ソニックシリーズに登場するキャラクターの一覧の項を参照。

### プレイヤーキャラクター
ソニック
ご存知、世界最速の主人公。今まで何度も世界を救ってきたヒーロー。今回はテイルスから、チャオがさらわれてしまったという話を聞かされ、テイルスとともに走り出す。
ソニックの特殊能力は、前作同様『ソニックブーム』である。これは、一定時間移動スピードを大幅にアップさせることが出来る。なお、発動直後は瞬間的に飛ぶことができる。
テイルス
ソニックの友達。前作ではイベントキャラクターだったが、今回はソニックとともに戦いに参加している。チャオがさらわれてしまったことをソニックに伝え、またエッグマンの仕業だろうと思い、彼とともにエッグマンを追いかける。
テイルスの特殊能力は、テイルコプター。一定時間空を飛ぶことが出来る。名称は異なるが、テイルスお馴染みのヘリテイルと変わらない。
ナックルズ
ソニックの喧嘩友達のハリモグラ。またもやマスターエメラルドを失ってしまったナックルズは、協力を申し出たルージュとともに探しに出かける。マスターエメラルドが無くなったことについて、ソニックからは「聞き飽きた」「そんなことだろうと思った」と呆れられた。
ナックルズの特殊能力は、前作と異なり『ナックルズスラム』。これは、自分の周囲に炎を発生させ、近くの敵、ライバル、オブジェクトを攻撃できる。
ルージュ
トレジャーハンターであるが、連邦政府のエージェントでもある。テイルス同様前作ではイベントキャラクターだったが、今回はマスターエメラルドを手に入れるため、珍しくナックルズとコンビを組み、協力してマスターエメラルドを探しに行く。ナックルズと協力しているためか、ルージュがシャドウと戦う、という珍しいシチュエーションが展開される。
ルージュの特殊能力は、『バットガード』。これは、自分の周囲にコウモリ型の爆弾を発生させ、前方に投げつけて攻撃できる。
シャドウ
プロフェッサージェラルドが生み出した究極生命体。今回は、エッグマンの命を受けてやってきたメタルソニックと出会う。メタルソニックを介してエッグマンの協力要請を受け、メタルソニックと共に戦うことになる。
シャドウの特殊能力は、前作同様『カオスコントロール』である。相手の移動スピードを一定時間遅くすることが出来る。
メタルソニック
前作では敵キャラであり、隠しキャラであったが、今回は最初から使用可能である。エッグマンの指示でシャドウと協力する。前作同様、無口であるが、エッグマンにとっての通信機としての機能を有しており、メタルソニックを介してエッグマンと会話が出来る。自我が無いように見えるが、エッグマンからの指示が届かない場所でも行動していることから、自分の意思はきちんと持っているようである。シャドウもメタルソニックに対して相棒のように接している。
メタルソニックの特殊能力は、前作同様『コピー』。対戦相手と同じ特殊能力を発動させることが出来る。
シルバー
超能力を有する、白銀のハリネズミ。新しい平和な未来を作るため、再び現代へとやってくる。
現代へやってきた彼は、エッグマンネガの邪魔をするため、チャオを盗み始める。この行動によって、カオティクスに目を付けられるハメに。
シルバーの特殊能力は、前作同様『ESP』。これは、相手を混乱させることができる。混乱した相手は、方向キーやボタンの操作がごちゃごちゃになる。
なお、カオティックインフェルノゾーンを見た彼は「まるで俺がいた未来世界だ」と話しており、どうやら『ソニック・ザ・ヘッジホッグ (2006年のゲーム)』の出来事がなかったことになっても世界は荒廃したままのようで同じ不幸を繰り返さないようにするため、エッグマンネガを倒すことを心に誓う。
エスピオ
カオティクス探偵事務所のご意見番。今回は、探偵事務所がチャオ誘拐事件の捜査の依頼を受けた。エスピオは、ベクターから「チャオ消滅の手がかりを掴むため、銀色のハリネズミを追え」と指示を受け、シルバーを追跡することになるがシルバーが悪いやつではないことに気づいたためかコンビを組むことに・・・
エスピオの特殊能力は、『クロマ・カモ』。これは、一定時間相手から姿が見えなくなり、画面下のディスタンスメーター（相手と自分の位置関係を示す）からエスピオのアイコンが消える。

### その他のキャラクター
エッグマン
イベントにのみ登場。メタルソニックをシャドウの許へと送り、二人に指示を送る。シャドウ＆メタルソニックシナリオのみ本物が現れ、メタルソニックと合流したり、シャドウの応援に駆けつけ、かつて、祖父に聞いたイフリートを封印するための扉のスイッチが中にあることを伝えに来る。
なお、いつもは強大な力を狙うが今回はその力が自分でも手におえないことを理解しており、自分が征服する世界を守るため、メタルソニック同様、悪事などは一切しない。
エッグマンネガ
前作と同様、今回も事件の黒幕。今回も現代へとやってきてエッグマンが保管しているジェラルドの資料を盗み、エッグマンに成り済まし悪だくみを始める。
今回もソニック達を苦しめるが、最後に悲劇的な結末が…。
なお、本作で彼の正体に気づいたのはシャドウチームとシルバーチームのみ（ただし、テイルスは「お前はエッグマンじゃないな」と気づいたり、ナックルズはメタルソニックの通信機からエッグマンの声を聞いており、エッグマンに変装しているエッグマンネガの正体を見破ったシルバー達と一緒にいる場面があったが気づいた様子はない。）
イフリート
異次元世界（シルバーは、イフリートディメンションと呼んでいる）の「カオティックインフェルノゾーン」に封印されている炎の魔物。「破壊と、魂を一つ拘束する」能力を有する。どのキャラクターのシナリオであっても、最終ステージでラスボスとして立ちはだかることになる（展開は異なる）。なお、本作のボス戦では、プレイヤーキャラクターかパートナーキャラクターのどちらを操作するか選択できるが、イフリート戦のみ、パートナーキャラクターを選択することはできない。ソニック＆テイルスシナリオもしくはナックルズ＆ルージュシナリオでは、先述の能力を使ってパートナーキャラを洗脳し、ソニック達を苦しめる。
なお、ソニック＆テイルスシナリオでテイルスを選ぶとソニックが洗脳されて戦うことになるのだが、ソニックが洗脳されるというストーリーを持つ作品は現時点でこのタイトルのみである。
メタルソニック3.0
エッグマンネガが製作した、メタルソニックと同型のロボット。形状は同じだが、カラーリングが異なり、黒地に黄をペイントしたような見た目である（ソニック アドバンス3のジーメルのような）。特殊能力は『コピー』であるが、メタルソニックで戦う場合は、双方とも『ソニックブーム』が発動する。原動力がカオスエメラルドではないため、総合能力はオリジナルのメタルソニックに劣り、最終的にシャドウチームもしくはシルバーチームに敗北する。プレイヤーキャラクターとして使用は不可能だが、メタルソニックのコスチュームチェンジで『マーク3.0』を選ぶとメタルソニックvM3.0と同じ姿でプレイできる（あくまでも見た目が変わるだけで、メタルソニックvM3.0本人を操作出来るわけではない）。
ソニックゴースト
ソニック＆テイルスシナリオに登場する、ソニックと同じ姿をした幽霊。赤い目をしており、不気味な笑い声をあげる。正体は不明。特殊能力は本物のソニックを真似ている為、『ソニックブーム』。プレイヤーキャラクターとしての使用は不可能。
テイルスゴースト
ソニック＆テイルスシナリオに登場する、テイルスと同じ姿をした幽霊。赤い目をしており、不気味な笑い声をあげる。正体は不明。特殊能力は本物のテイルスを真似ている為、『テイルコプター』。プレイヤーキャラクターとしての使用は不可能。
ベクター
イベントにのみ登場。カオティクス探偵事務所の所長である。チャオ消失事件の捜査依頼を受け、エスピオに指示を出す。なお、チャーミーは登場しない。